# Tesis de abril

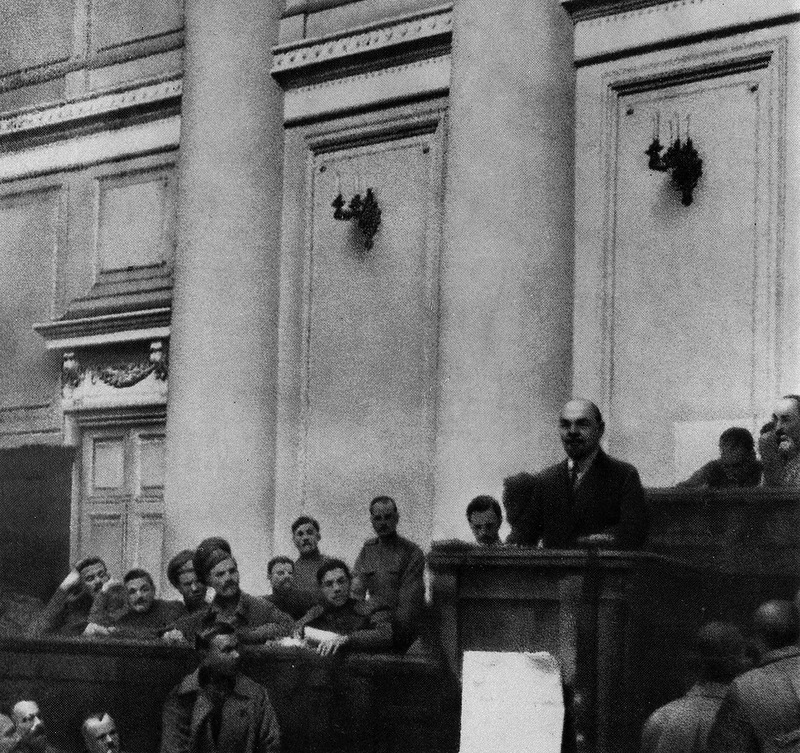
Discurso de Lenin en el Palacio Táuride (4 de abril de 1917).

Las Tesis de abril fueron una serie de conceptos expuestos por el líder bolchevique, Lenin, en un discurso pronunciado en el Palacio Táuride el 4 de abril de 1917, tras su regreso el día anterior a la entonces todavía capital rusa de Petrogrado desde su exilio en Suiza. Estas tesis postulaban el paso a la segunda fase de la revolución: la conquista del poder por parte del proletariado y el campesinado de los soviets.

## Trasfondo político
Lenin regresó a Petrogrado la noche del 3 de abril de 1917, justo al mes siguiente de que la Revolución de Febrero diera inicio, la cual había traído consigo el establecimiento del Gobierno provisional encabezado por Gueorgui Lvov.
El 4 de abril, Lenin leyó sus famosas tesis, primero en una reunión de bolcheviques y luego en otra con delegados bolcheviques y mencheviques que asistían a la Conferencia de los Sóviets de diputados obreros y soldados de toda Rusia. Posteriormente, las tesis se incluirían en el artículo «Las tareas del proletariado en la presente revolución», publicado el 7 de abril de 1917 en el número 26 del periódico comunista Pravda.
Tras regresar desde su exilio en Suiza, Lenin decidió redactar las Tesis de abril, por las que si llegaba al poder saldría de la guerra, daría la tierra a los campesinos y daría su gobierno a los obreros.

## Contenido de las tesis
Las tesis trataron diferentes áreas, por ejemplo, la actitud bolchevique hacia la Primera Guerra Mundial, su actitud hacia el transitorio Gobierno Provisional y cómo Rusia debería ser gobernada en su futuro, además del destino del propio bolchevismo.
Escritas por Lenin, incluían la no-cooperación con el Gobierno provisional («burgués»); oposición a la Gran Guerra europea librada por intereses burgueses entre gobiernos de ese mismo origen o signo político; y la abolición de la policía, ejército y burocracia estatal que, según él, favorecían el dominio de la burguesía rusa. 
Lenin también postulaba la idea de que había llegado el tiempo para los bolcheviques en la guerra. Este fue un argumento desarrollado por primera vez en el boletín de 1915 llamado Socialismo y guerra, donde calificaba peyorativamente a los socialistas moderados como «social-chovinistas».
Muchos de los argumentos presentados por Lenin en sus Tesis iban directamente dirigidos tanto a los bolcheviques como también al grueso de la población. Tras la Revolución de Febrero de 1917, algunos líderes bolcheviques que regresaron del exilio, como Iósif Stalin y Lev Kámenev, defendían una línea mucho más moderada, como que la participación de Rusia en la guerra podía estar justificada y que se debía cooperar con los liberales [cita requerida]. Sin embargo, los argumentos de Lenin reflejaban los pensamientos de los líderes bolcheviques que habían participado en los acontecimientos de febrero, como Aleksandr Shliápnikov.
Lenin tuvo éxito al persuadir a los bolcheviques con los argumentos presentados en las Tesis de abril y puso los fundamentos ideológicos de la actuación de los bolcheviques tras su toma de poder durante la Revolución de Octubre.